# Anıtkabir

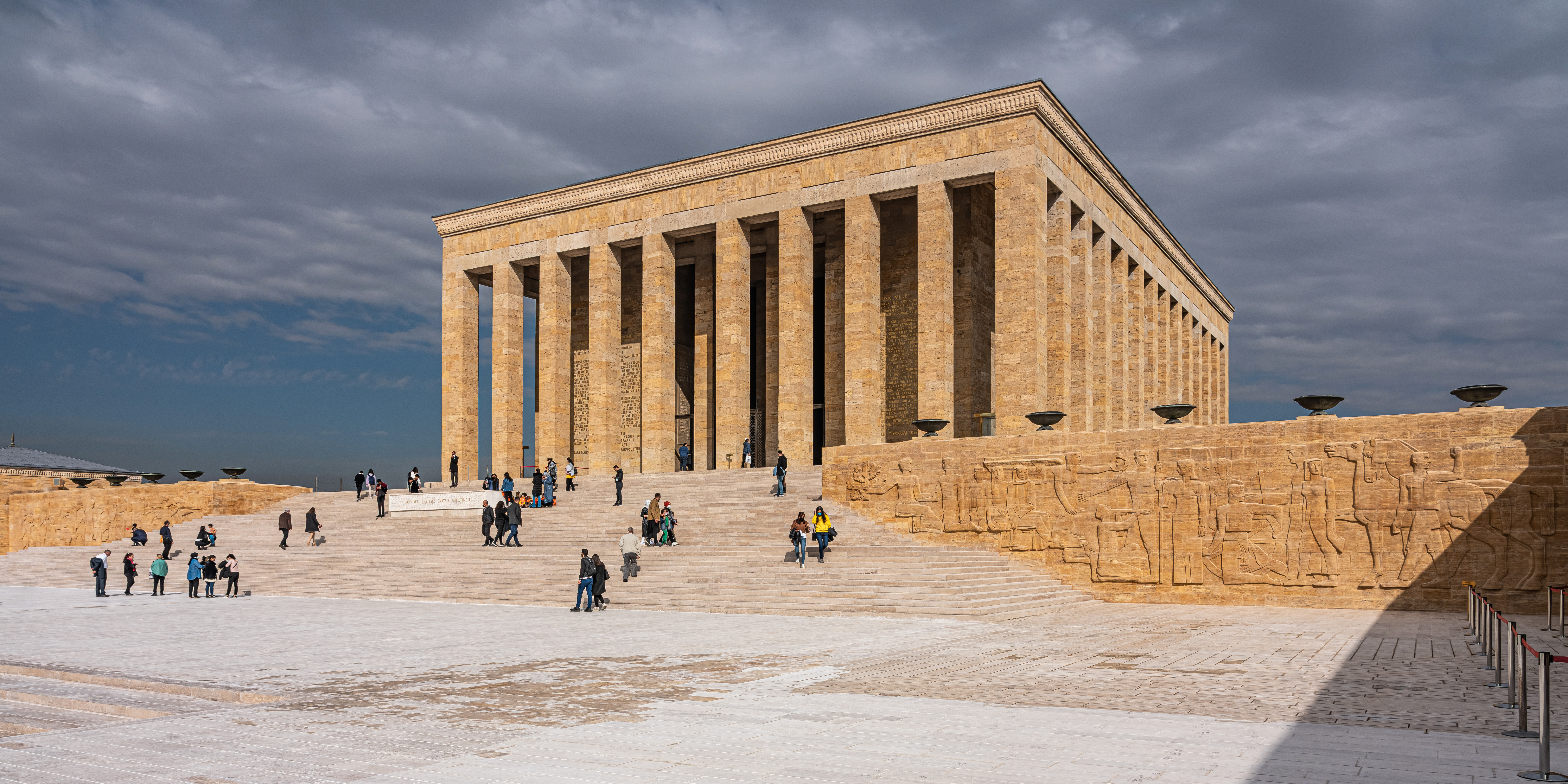
Anıtkabir

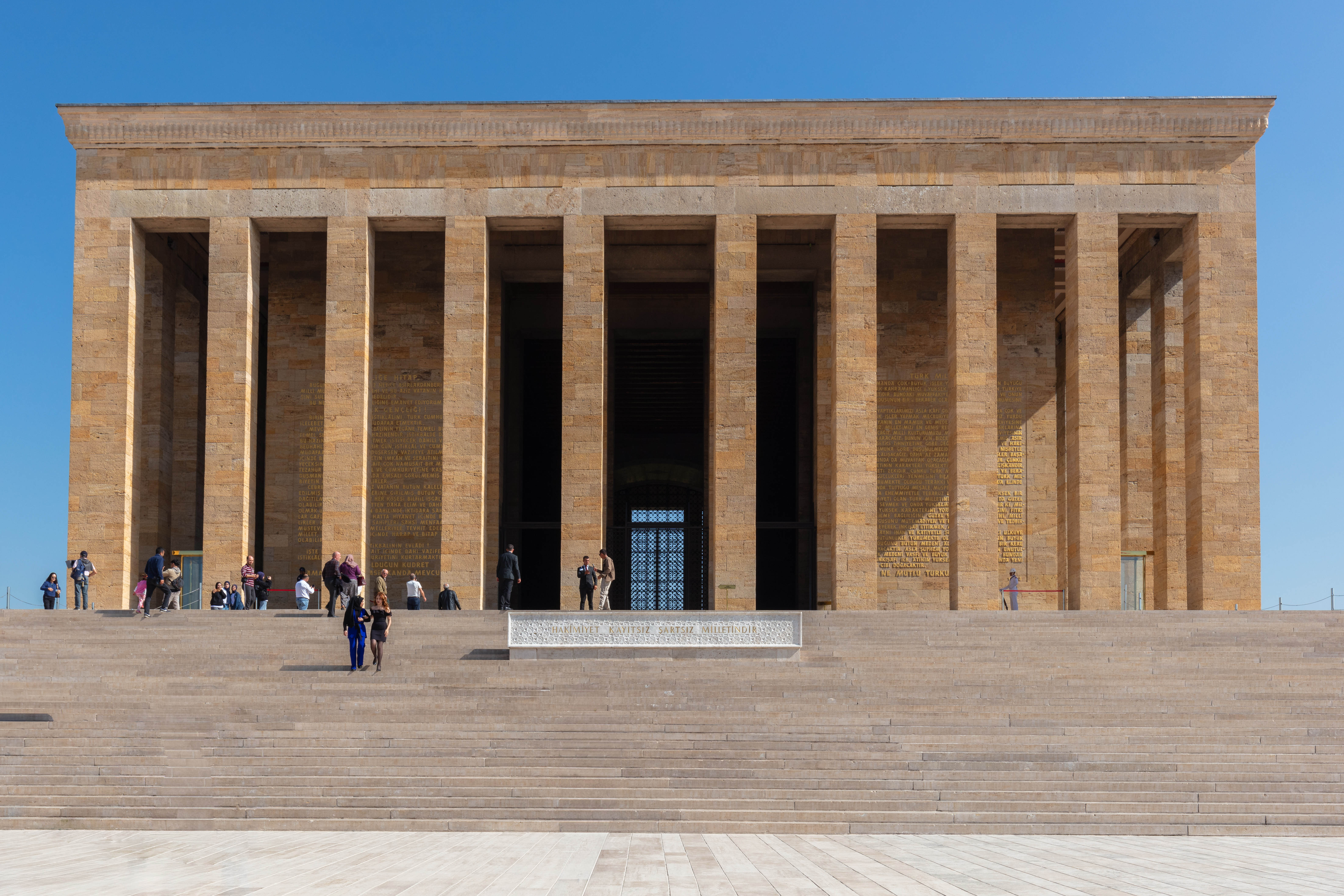
Anıtkabir

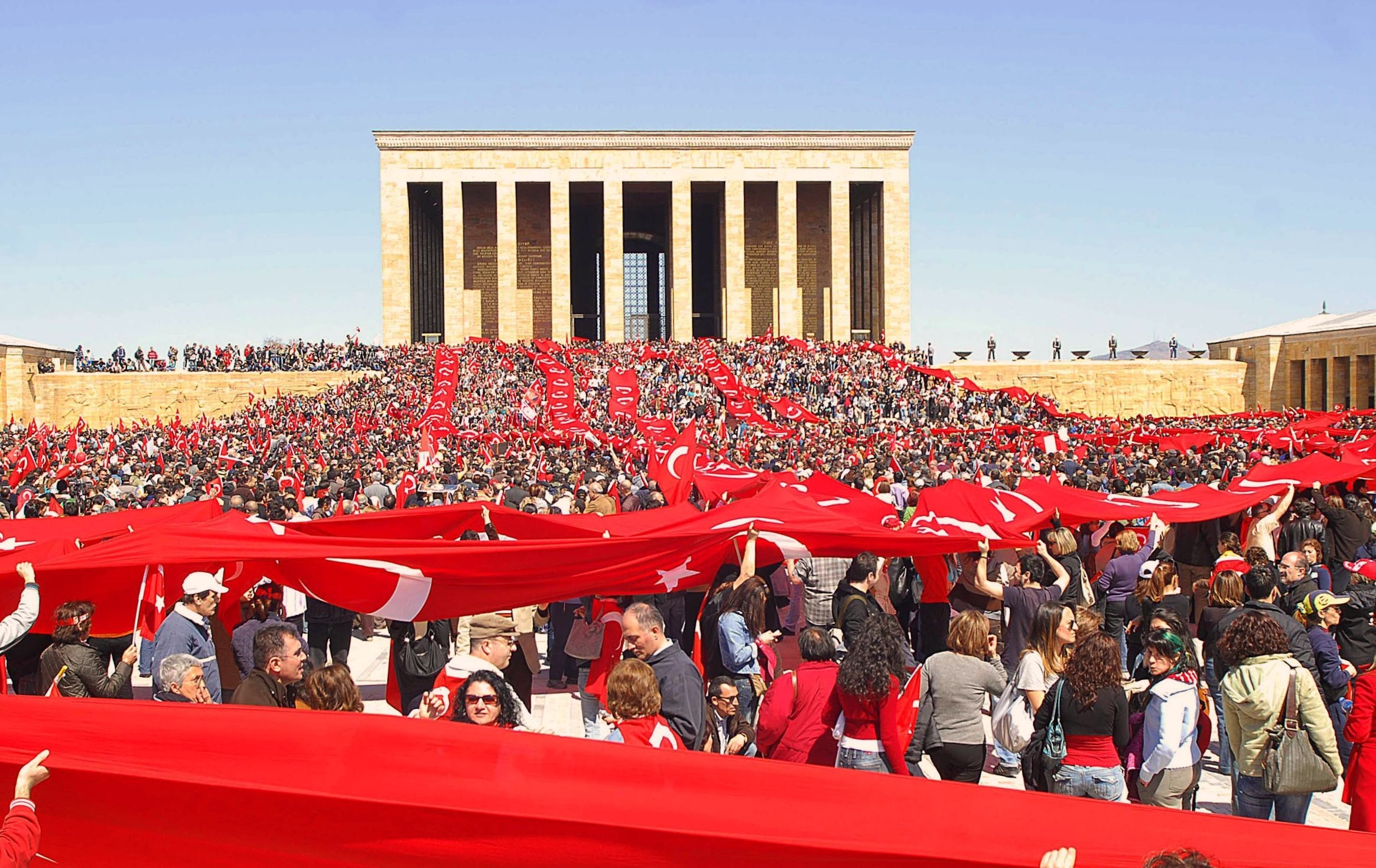
Una manifestación en Anıtkabir

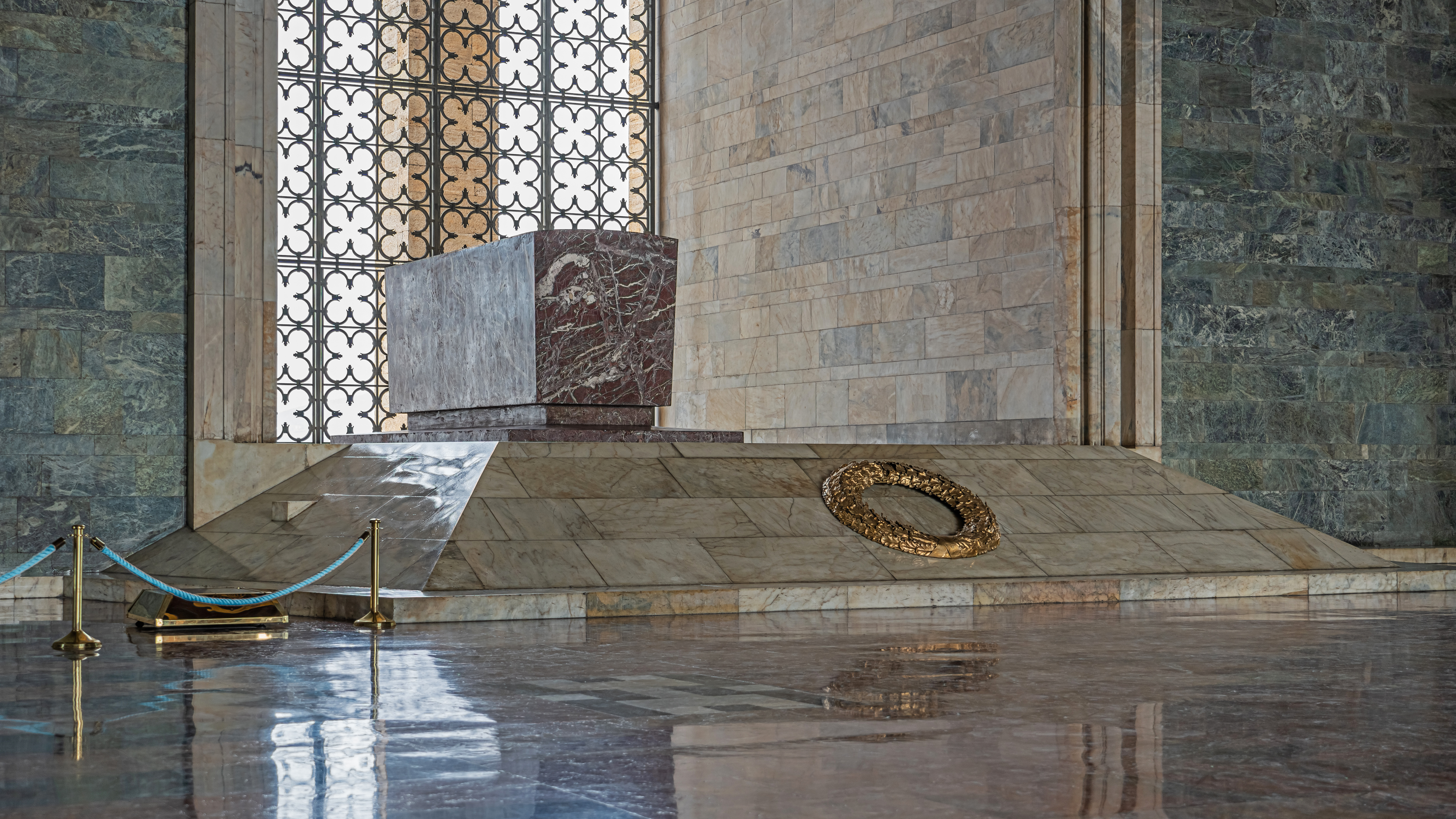
Salón del Honor

Anıtkabir (literalmente "tumba conmemorativa") es el mausoleo de Mustafa Kemal Atatürk, el líder de la Guerra de Independencia Turca y el fundador y primer presidente de la República de Turquía. El mausoleo se localiza en la ciudad de Ankara y fue diseñado por los arquitectos Emin Onat y Orhan Arda, quienes resultaron ganadores de un concurso organizado por el Gobierno Turco en 1941 para la creación de un "mausoleo monumental" en honor de Atatürk; en total había 49 propuestas internacionales.
El sitio es también el lugar de descanso final de İsmet İnönü, el segundo Presidente de Turquía, quien fue enterrado allí después de su muerte en 1973. Su tumba se encuentra enfrente del Mausoleo de Atatürk, en el sitio opuesto del Terreno Ceremonial.

## Propiedades arquitectónicas

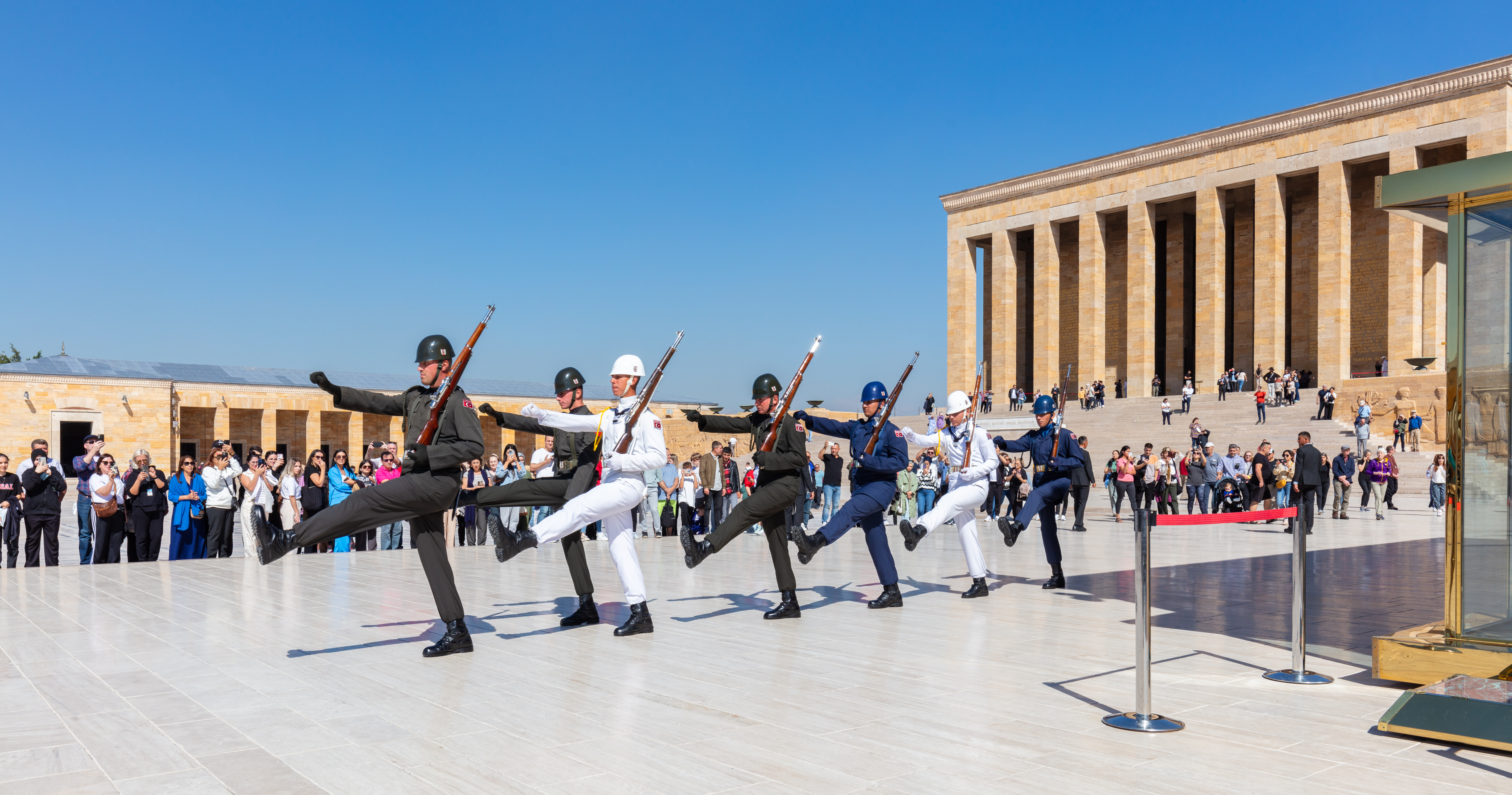
Cambio de guardia en Anıtkabir.

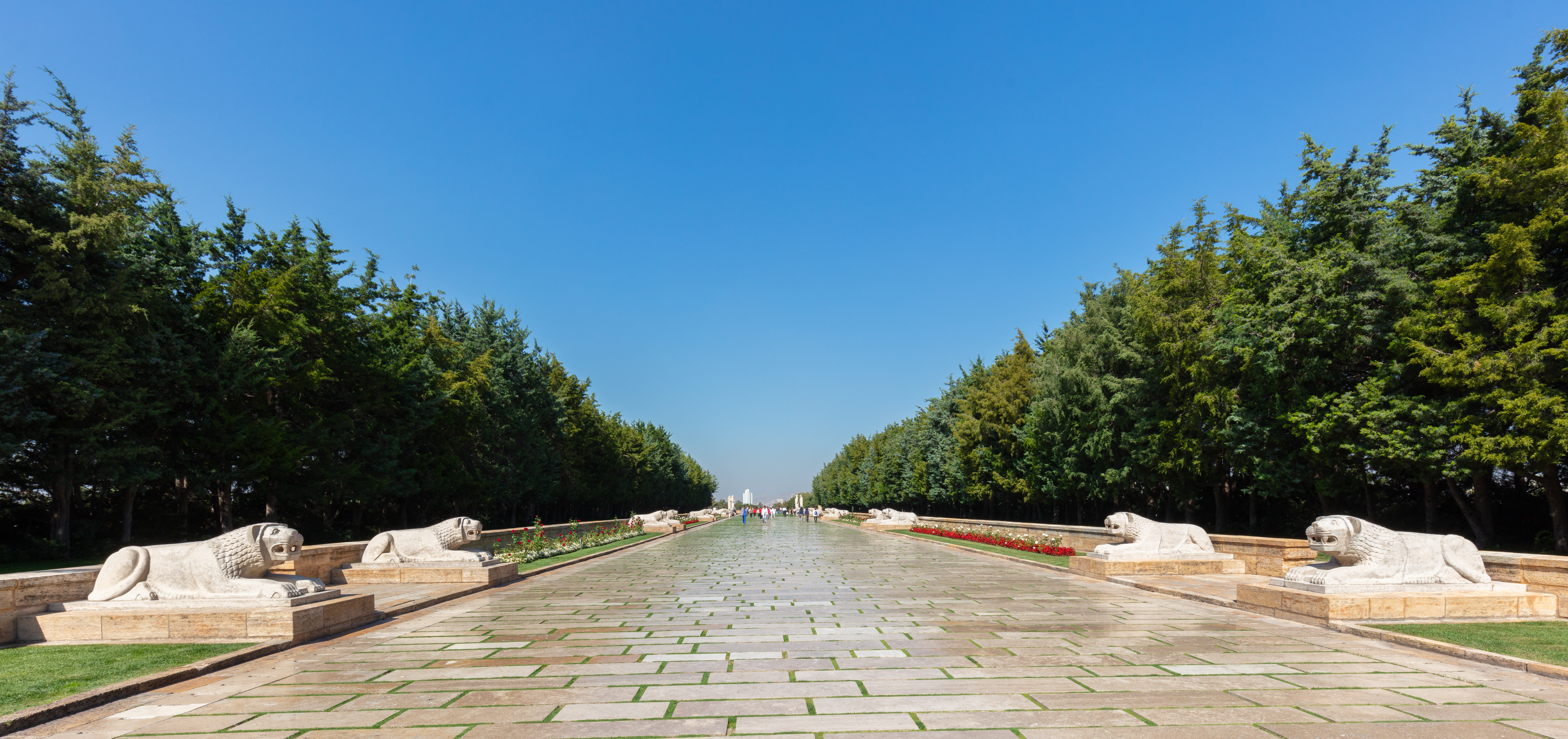
Camino de los Leones.

El período de arquitectura turca entre 1940 y 1950 ha sido clasificado por los historiadores arquitectónicos como el Segundo Movimiento Nacional de Arquitectura. Este período se caracteriza principalmente por construcciones monumentales, simétricas y hechas a base de piedra cortada en secciones lisas, dando gran énfasis a los detalles y la habilidad artesanal. Anıtkabir contiene los mismos elementos de este período y es considerado por muchos como la obra cumbre de dicha era. Además Anıtkabir presenta elementos ornamentales y arquitectónicos selyúcidas y otomanos. Por ejemplo, los aleros de las torres y el Salón del Honor presentan elementos ornamentales selyúcidas.

## Construcción
El sitio elegido para la construcción de Anıtkabir solía ser conocido como Rasattepe (Colina de Observación), el cual en 1942 (año del concurso para la construcción del mausoleo) era una localización central en la ciudad de Ankara y podía ser visto desde cualquier parte de la ciudad. Excavaciones arqueológicas desenterraron artefactos que pertenecían a la civilización frigia, los cuales fueron puestos en exposición en el Museo de las Civilizaciones de Anatolia (también localizado en la ciudad de Ankara). 
La construcción de Anıtkabir, la cual llevó nueve años y abarcó cuatro etapas, comenzó el 9 de octubre de 1944 con la colocación de la primera piedra. 
La primera etapa de la construcción, que comprendía la excavación y la construcción del muro de contención del Camino de los Leones, comenzó el 9 de octubre de 1944 y fue completada en 1945. La segunda etapa de la construcción, que comprendía la construcción del mausoleo y de los edificios auxiliares que rodean el Terreno Ceremonial, comenzó el 29 de septiembre de 1945 y se completó el 8 de agosto de 1950. En esta etapa, a causa de problemas relacionados con los cimientos de concreto de las estructuras y la masonería del mausoleo, algunas revisiones tuvieron que hacerse. A finales de 1947, la excavación y aislamiento de los cimientos del mausoleo estuvieron completadas y refuerzos de metal para los nuevos cimientos de concreto de 11 m de alto, capaces de resistir cualquier tipo de asentamiento en el terreno, se instalaraon cerca de la finalización. Las Torres de Acceso, la mayor parte de la red de caminos, los huertos, los trabajos de jardinería y las principales partes del sistema de irrigación también se completaron en esta etapa. 
La tercera etapa consistió en la construcción de los caminos que llevan al mausoleo, el Camino de los Leones y el Terreno Ceremonial; la pavimentación en roca del nivel superior del mausoleo, las grandes escaleras, la colocación de la gran lápida, así como los sistemas de electricidad, fontanería y calefacción. 
La cuarta etapa y además última, consistió en la pavimentación del Salón del Honor, además de trabajos en los detalles y relieves. Esta etapa se concluyó el 1 de septiembre de 1953.